# 浄心寺 (江東区)
浄心寺（じょうしんじ）は、東京都江東区平野にある日蓮宗の寺院。山号は法苑山。旧本山は身延山久遠寺、小西・浄心寺法縁。江戸十祖師の一つ除災祖師。身延山の弘通所と呼ばれ、江戸幕府より十万石の格式を許された。

## 歴史
日義が深川にむすんだ草庵が起源。万治元年（1658年）三沢局（浄心院妙秀日求大姉、徳川家綱の乳母）の帰依を得て、日義を開山に弟子の日通が創建。宝暦3年（1753年）には身延山久遠寺の出開帳もおこなわれた。明治維新後、一時深川区役所が置かれた。

## 境内
古インド様式の本堂で知られる。

## 塔頭寺院
- 玄龍山一乗院　寛文10年（1670年）仙能院日善が創建。
- 法輪山唱行院　元禄8年（1659年）大経院日教が京橋で創建。
- 妙運山円隆院　開山は円隆院日運（1668年没）。
- 妙龍山善応院　貞享2年（1685年）秀閑院日栄を開山に創建。
- 妙栄山本立院　貞享4年（1687年）本立院日覚を開山に創建。
- 長晶山玉泉院　明暦年間（1655年-1657年）長昌院日覚を開山に創建。
- 廣布山宣明院　延享2年（1745年）宣明院日善を開山に創建。
- 妙献山円珠院　義勝院日演を開山に創建。深川七福神の大黒天を祀る。

## 文化財
- 石造燈籠

## 墓所
- 三沢局（開基、徳川家綱の乳母）
- 矢部定謙（旗本、町奉行や遠国奉行を歴任）
- 矢部定令（旗本、定謙の父）
- 初代清元延寿太夫（浄瑠璃清元節宗家）
- 初代・二代坂東彦三郎（歌舞伎役者）
- 小堀蓬雪（茶人、書家）
- 明珍恒男（彫刻家）

他に洲崎遊郭の遊女の合葬墓もある。

## 参考資料
- 日蓮宗寺院大鑑編集委員会『宗祖第七百遠忌記念出版 日蓮宗寺院大鑑』大本山池上本門寺 (1981年)
- 細田隆善 著『江東区史跡散歩 (東京史跡ガイド8)』学生社、1992年

## 関連寺院
- 行伝寺　梵鐘はこの寺の旧蔵。